# Монгольский национальный университет медицинских наук
Монгольский национальный университет медицинских наук (монг. Анагаахын Шинжлэх Ухааны Үндэсний Их Сургууль — монгольский государственный медицинский университет, крупнейший медицинский вуз Монголии, расположенный в г. Улан-Батор, Монголия.

## История
Пионер медицинского образования в Монголии. Основан 5 октября 1942 года как медицинский факультет Монгольского государственного университета. Стал независимым от Монгольского государственного университета и переименован в Монгольский государственный медицинский институт в 1961 году. Реорганизован в Национальный медицинский университет Монголии (НМУМ) в 1989 году. Реструктурирован и организован в многопрофильный учебный и исследовательский центр под названием Монгольский университет медицинских наук в 2003 году. Приобрел нынешнее название 2014 году.

## Структура
В составе университета медицинских наук университет медицинских наук 8 школ в Улан-Баторе, филиалы больниц и университетские больницы в аймаках Говь-Алтай, Дархан-Уул и Дорноговь.
Ежегодно в университете обучается 366 человек на факультете медицины, 128 человек на факультете традиционной медицины, 30 человек на факультете акупунктуры, 127 человек на факультете общественного здравоохранения, 126 человек на факультете наук, 150 человек на факультете биомедицины, 91 человек в Фармацевтической школе, 760 в Школе сестринского дела, 427 человек в Дархан-Ууле, Говь-Алтай. Всего в других филиалах школ в сельской местности Дорноговь обучается 2173 студентов.
В 2013 году в составе университета было 7 школ и 3 филиала, в общей сложности 77 кафедр и 610 преподавателей. 58,75 % преподавателей имеют докторскую степень. В настоящее время в школах обучается 11 347 учащихся по 25 специальностям, 590 врачей-ординаторов, 841 магистратов, 352 докторанта, 277 лицеистов, 300 работников сферы обслуживания, всего более 15 000 человек. В том же году в общей сложности 600 врачей обучались на специализированных курсах для специалистов и повышали квалификацию.
В настоящее время имеются собственные учебно-исследовательские лаборатории медицинской службы, 165 кабинетов, библиотека на 200 000 книг, спортивный зал вместимостью более 1000 человек, Студенческий культурный центр на 500 мест, полностью оборудованный учебный центр на 1700 мест. Имеется учебный, научный, лечебный корпус и бытовая база с общежитиями и бытовыми принадлежностями.
Обучение на факультете медицины и народной медицины длится 6 лет, биомедицины, челюстно-лицевых наук, общественного здравоохранения, фармацевтики — 5 лет, другие филиалы имеют 4-5-летнюю учебную программу.
Монгольский национальный университет медицинских наук является комплексным университетом с тремя принципами: «Создание университетских систем здравоохранения в Монголии», «Создание научно-исследовательского университета» и «Создание глобализированного учреждения». Член Ассоциации медицинского образования в регионе Западной части Тихого океана.
За время функционирования подготовлено 11188 врачей общей практики, 1953 педиатра, 628 врачей народной медицины, 1107 гигиенистов, 1738 стоматологов, 1110 фармацевтов, 149 биомедицинских исследователей, 167 экономистов в области здравоохранения и 167 социологов в области здравоохранения, 107 медицинских информатиков, 46 врачей спортивной медицины,